# Ковач (Старозагорская область)
Ковач (болг. Ковач) — село в Болгарии. Находится в Старозагорской области, входит в общину Раднево. Население составляет 94 человека.

## Политическая ситуация
Ковач подчиняется непосредственно общине и не имеет своего кмета.
Кмет (мэр) общины Раднево — Нончо Драгиев Воденичаров (инициативный комитет) по результатам выборов в правление общины.